# Byakugan
 Der er for få eller ingen kildehenvisninger i denne artikel, hvilket er et problem. Du kan hjælpe ved at angive troværdige kilder til de påstande, som fremføres i artiklen.

Byakugan (白眼 oversat "White Eye") er en type angreb i den japanske anime/manga Naruto. Det er en øje-teknik (瞳術 dōjutsu) der naturligt forekommer hos medlemmer af Hyuuga-klanen.
For at bruge Byakugan skal man have de rette evner og styrke. Byakugan giver en hvide øjne, og koncentreret nerver op til dem.
Byakugan er ligesom Sharingan, der kan bruges til at se "kloner". Dette skyldes at klonerne ikke har chakra i sig.
En anden evne som Byakugan give, er evnen til at se andres chakra point, hvilket gør at man kan se hvor det er bedst at ramme ens modstander, hvis man vil gøre mest mulig skade. Denne evne kan kun bruges af ninjaer der mestrer Byakugan.
| Anime eller manga | Spire Denne artikel om en anime og/eller manga er en spire som bør udbygges. Du er velkommen til at hjælpe Wikipedia ved at udvide den. |